# 大沼町 (豊田市)
大沼町（おおぬまちょう）は、愛知県豊田市の地名。

## 地理
豊田市南部、下山地区の西部に位置する。

### 河川
- 郡堺川

### 学区
- 豊田市立大沼小学校
- 豊田市立下山中学校

## 歴史

### 人口の変遷
国勢調査による人口および世帯数の推移。なお、旧大字東大沼地域と旧大字梶地域の合算値となっている。
| 1995年（平成7年）  | 351世帯 1315人 |  |
| 2000年（平成12年） | 391世帯 1356人 |  |
| 2005年（平成17年） | 388世帯 1296人 |  |
| 2010年（平成22年） | 413世帯 1259人 |  |
| 2015年（平成27年） | 379世帯 1100人 |  |
| 2020年（令和2年）  | 367世帯 978人  |  |

### 沿革
- 2005年4月1日 - 下山村が豊田市に編入される際、「大字東大沼」の区域に「大字梶」区域を編入する。また大字名称を「大字東大沼」から「大沼町」に変更する。なお、引き続き各種統計では分けて集計される。

## 字一覧
読み方は豊田市公式ホームページによる。
- 青木（あおき）
- 新井前西（あらいまえにし）
- 新井前東（あらいまえひがし）
- 池ノ入上（いけのいりかみ）
- 池ノ入下（いけのいりしも）
- 石神（いしがみ）
- 石坂（いしざか）
- 石田（いしだ）
- 一ノ瀬（いちのせ）
- 右エ門西（うえもんにし）
- 右エ門東（うえもんひがし）
- 大萩（おおはぎ）
- 大畑（おおばた）
- 大日向上（おおひよもかみ）
- 大日向下（おおひよもしも）
- 大伏上（おおぶしかみ）
- 大伏下（おおぶししも）
- 大伏中（おおぶしなか）
- 大洞（おおぼら）
- 奥山（おくやま）
- 長部（おさなべ）
- 苅安（かりやす）
- 切山（きりやま）
- 蔵廻（くらばさ）
- 源太洞（げんたぼら）
- 越田和（こえだわ）
- 小洞（こぼら）
- 後庵（ごあん）

- 境ノ窪（さかいのくぼ）
- 坂口（さかぐち）
- 沢藪（さわやぶ）
- 失杭（しっくい）
- 志手ノ木（しでのき）
- 島川原（しまがわら）
- 滋茸ヶ入（しめじがいり）
- 下田（しもだ）
- 社口殿（しゃぐちでん）
- 蒲生（しょうぶ）
- 高立（たかだち）
- 高儘（たかまま）
- 滝坂（たきざか）
- 大官屋敷（だいかんやしき）
- 大納（だいのう）
- 塚本上（つかもとかみ）
- 塚本下（つかもとしも）
- 鳥屋（とや）
- 鳥下（とりした）
- 百々平（どうどがひら）
- 中切山上（なかきりやまかみ）
- 中切山下（なかきりやましも）
- 長根北ノ切（ながねきたのきり）
- 長根南ノ切（ながねみなみのきり）
- 名牛西（なぎゅうにし）
- 名牛東（なぎゅうひがし）
- 七ツ石（ななついし）
- 西ノ入（にしのいり）

- 二本松（にほんまつ）
- 猫洞（ねこぼら）
- 根崎（ねさき）
- 乗越（のりごえ）
- 羽山田（はざんだ）
- 花蔵（はなぐら）
- 浜松（はままつ）
- 林畔（はやしぐろ）
- 広畑（ひろばた）
- 藤飛上（ふじとびかみ）
- 藤飛下（ふじとびしも）
- 船橋（ふなはし）
- 宝録谷下（ほうろくやげ）
- 朴ケ田和（ほおがたわ）
- 松畑（まつはた）
- 御堂鐘（みどうがね）
- 向立（むかいたち）
- 村山（むらやま）
- 餅洗（もちあらい）
- 八沢（やざわ）
- 横大（よこだい）
- 芦ケ入上（よしがいり）
- 芦ケ入下切（よしがいりしもきり）
- 芦ケ入中（よしがいりなか）
- 蓬生（よもぎゅう）

## 交通

### バス
- 名鉄バス20大沼線[WEB 12]（岡崎営業所が運行）：（名鉄東岡崎駅・岡崎北高前・上米河内 方面 - ）新井前 - 根崎 - 下山支所 - 業務センター前 - 大沼
- とよたおいでんバス10下山・豊田線[WEB 13]（豊田市が豊栄交通に委託）：（豊田市・中垣内 方面 - ）新井前 - 根崎 - 下山支所 - 業務センター前 - 大沼
- 下山地域バス（しもやまバス・デマンド運行）[WEB 14]（豊田市が西三交通に委託）（平日のみ運行・土日祝日と年末年始運休／事前予約制）

### 道路
- 国道301号
- 愛知県道77号足助下山線
- 愛知県道362号東大沼足助線
- 愛知県道363号作手善夫大沼線
- 愛知県道477号東大見岡崎線

## 施設
- 豊田市役所下山支所
- 愛知県警察足助警察署大沼警察官駐在所
- 豊田市消防本部足助消防署下山出張所
- 豊田市立大沼こども園
- 豊田市立大沼小学校
- 豊田市立下山中学校
- 豊田市下山トレーニングセンター
- 下山郵便局
- JAあいち豊田下山営農センター
- ゲンキー下山店
- ファミリーマート豊田下山店
- apollostation下山SS（有限会社大竹商店が運営）
- ロイヤルカントリークラブ下山コース
- コスモス・ベリーズ一条店（ヤマダホールディングス傘下）
- 有限会社徳茶成香園 大沼工場

### WEB
1. ↑  “愛知県豊田市の町丁・字一覧”.   人口統計ラボ. 2024年6月10日閲覧。
2. 1 2  総務省統計局 (2022年2月10日). “令和2年国勢調査の調査結果(e-Stat) - 男女別人口，外国人人口及び世帯数－町丁・字等” (CSV). 2023年8月2日閲覧。
3. ↑  “読み仮名データの促音・拗音を小書きで表記するもの(zip形式) 愛知県” (zip).   日本郵便 (2024年2月29日). 2024年6月10日閲覧。
4. ↑  “市外局番の一覧” (PDF).   総務省 (2022年3月1日). 2022年6月10日閲覧。
5. ↑  “ナンバープレートについて”.   一般社団法人愛知県自動車会議所. 2024年6月10日閲覧。
6. ↑  総務省統計局 (2014年3月28日). “平成7年国勢調査の調査結果(e-Stat) - 男女別人口及び世帯数 －町丁・字等” (CSV). 2024年6月10日閲覧。
7. ↑  総務省統計局 (2014年5月30日). “平成12年国勢調査の調査結果(e-Stat) - 男女別人口及び世帯数 －町丁・字等” (CSV). 2024年6月10日閲覧。
8. ↑  総務省統計局 (2014年6月27日). “平成17年国勢調査の調査結果(e-Stat) - 男女別人口及び世帯数 －町丁・字等” (CSV). 2024年6月10日閲覧。
9. ↑  総務省統計局 (2012年1月20日). “平成22年国勢調査の調査結果(e-Stat) - 男女別人口及び世帯数 －町丁・字等” (CSV). 2024年6月10日閲覧。
10. ↑  総務省統計局 (2017年1月27日). “平成27年国勢調査の調査結果(e-Stat) - 男女別人口及び世帯数 －町丁・字等” (CSV). 2024年6月10日閲覧。
11. ↑  豊田市. “オープンデータ 町字名の読み方一覧（2022年7月19日更新）｜豊田市”. 豊田市ホームページ. 2024年6月10日閲覧。
12. ↑  “e394f4c8691288f98f6c1443dca2b3e2.pdf”.   名鉄バス株式会社. 2024年6月10日閲覧。
13. ↑  “busmap_sb_202404.pdf”.   豊田市交通政策課. 2024年6月10日閲覧。
14. ↑  “busmap_sb_202404.pdf”.   豊田市交通政策課. 2024年6月10日閲覧。